# Werdi
Werdi is een bestuurslaag in het regentschap Pekalongan van de provincie Midden-Java, Indonesië. Werdi telt 2623 inwoners (volkstelling 2010).